# Troinex
Troinex is een gemeente en plaats in het Zwitserse kanton Genève.
Troinex telt 2157 inwoners.